# ده خير بايين (قرية الخير)
ده خير بايين (بالفارسية: ده‌خیر پایین) هي قرية تقع في إيران في البلدة المركزية. يقدر عدد سكانها بـ 1,987 نسمة .